# Iaroși, Hlobîne
Iaroși (în ucraineană Яроші) este un sat în comuna Pîrohî din raionul Hlobîne, regiunea Poltava, Ucraina.

## Demografie
Componența lingvistică a localității Iaroși
     Ucraineană (96,58%)
     Rusă (3,42%)
Conform recensământului din 2001, majoritatea populației localității Iaroși era vorbitoare de ucraineană (96,58%), existând în minoritate și vorbitori de rusă (3,42%).